# Xã Green Bay, Quận Clarke, Iowa
Xã Green Bay (tiếng Anh: Green Bay Township) là một xã thuộc quận Clarke, tiểu bang Iowa, Hoa Kỳ. Năm 2010, dân số của xã này là 248 người.